# Bank Dyskontowy
Bank Dyskontowy, używający też nazwy Bank Diskontowy, Diskonto-Bank A.G. – bank działający w Bydgoszczy w okresie międzywojennym.

## Historia
Został utworzony w 1913, przez miejscowych przemysłowców i ziemian, m.in. przez Witolda Kukowskiego, który został jego dyrektorem, większościowym udziałowcem i członkiem rady nadzorczej; Bank został oficjalnie zarejestrowany w 1914, po uzyskaniu zgody ministra Stefana Przanowskiego. W latach 1921–1927 używał nazwy Bank Diskontowy; funkcjonował do 1925.
Od 1920 bank utrzymywał oddział operacyjny w Gdańsku przy Langer Markt 18 (ob. Długi Targ); również oddziały w Poznaniu, Toruniu, Brodnicy, Grudziądzu, Świeciu, Tczewie, Wejherowie, Kartuzach, Kościerzynie, Pucku i Starogardzie Gdańskim, oraz kilkanaście kas depozytowych (1924). Następnie postawiono bank w stan likwidacji (1927).
Bank został ożywiony w kolejnym roku przez, między innymi, Ivara Kreugera, który zainicjował Bank Diskontowy Warszawski.

## Siedziba
W 1921 siedziba banku mieściła się przy ul. Dworcowej 96, w 1925 przy ul. Dworcowej 97.